# 마이어 프린스타인
마이어 프린스타인(Myer Prinstein, 1878년 12월 22일 ~ 1925년 3월 10일)은 세단뛰기와 멀리뛰기를 주로 활약한 미국의 육상 선수이다. 멀리뛰기의 세계 기록 보유자였으며, 3개의 올림픽에서 4개의 금메달을 획득하였다.

## 어린 시절
본명은 메예르 프린슈테인(폴란드어: Mejer Prinsztejn)으로, 러시아 통치령 폴란드 슈추친의 유대인 집안에서 태어났다. 5세 때에 가족과 함께 뉴욕으로 이민을 떠났으며, 곧 시러큐스로 이주하여 자라왔다.
그는 시러큐스 대학교 육상 팀의 주장이었으며, 법학 학위를 취득하여 졸업하였다.

## 세계 기록
프린스타인은 1898년 6월 11일 뉴욕에서 7.235m(23 피트, 8과 8분의 7 인치)의 멀리뛰기 세계 기록을 세웠다. 그러나 기록은 7일 후에 아일랜드의 위리엄 뉴번에 의하여 깨지고, 1899년 5월 26일 다시 앨빈 크렌즐린에 의하여 깨졌다. 1900년 4월 28일에 프린스타인은 필라델피아에서 7.50m(24 피트, 7과 4분의 1 인치)의 세계 기록을 세웠으나, 4개월 후에 아일랜드의 피터 오코너에 의하여 깨졌다.

## 올림픽 경기
1900년 파리 올림픽에서 멀리뛰기에 나간 날, 일요일에 열린 이유로 시러큐스 심판원들에 의하여 출전하는 허락이 부인된 후 유대인인 자신과 크렌즐린이 기독교인 사이에 불구하고 둘은 경기에 나갔다. 거기서 프린스타인은 크렌즐린에게 밀려 은메달을 땄다. 다음 날에 그는 세단뛰기에서 동시에 14.47m의 올림픽 기록을 세워 전직 챔피언 제임스 코널리를 꺾고 금메달을 땄다.
아일랜드계 미국인 육상 클럽의 일원으로 1904년 세인트루이스 올림픽에 참가한 프린스타인은 세단뛰기와 멀리뛰기(올림픽 신기록과 함께)를 둘다 우승하였다. 60m와 400m 경주에도 나간 그는 양종목에서 5위를 하였다.
2년 후, 아테네에서 열린 중간 올림픽에서 그는 멀리뛰기에 나가 세계 기록 보유자 피터 오코너를 꺾고 다시 우승을 하였다.

## 이후의 경력
더이상 올림픽에 나가지 않은 프린스타인은 퀸스 자메이카에서 법률 실습을 하고, 후에 비지니스맨이 되었다. 46세의 나이로 뉴욕의 마운트 사이나이 병원에서 심장 부양으로 사망하였다.
1982년 국제 유대인 스포츠 명예의 전당에 헌액되었다.